# Maidai csata
A maidai csata 1806. július 4-én zajlott le a Jean Reynier vezette francia–olasz–lengyel–svájci erők és a John Stuart parancsnoksága alatt álló angol–nápolyi–szicíliai hadsereg között Maidánál (Calabriában, Olaszország délnyugati részén).

## Előzmények
I. Ferdinánd a nápolyi kettős királyság uralkodója úgy döntött, hogy csatlakozik a harmadik koalíció Napóleon elleni erőihez. Az austerlitzi csata után, 1806 tavaszán a francia csapatok megtámadták a Nápolyi Királyságot, miután az angol hadsereg állítólag megvédte a királyságot, mielőtt evakuálta volna erőit Itáliából. A nápolyi-szicíliai erőket a campotenesei csatában szétzúzták, Ferdinánd Szicíliába menekült, átengedte a nápolyi koronát a franciáknak. Napóleon a testvérét, Joseph Bonapartét ültette a trónra.
1806. júliusában a franciák teljesen szétzúzták a  nápolyiak ellenállását, eltekintve a calabriai felkeléstől és a gaetai helyőrségtől. A francia Masséna tábornok erői egy hosszadalmas ostrom elé néztek. Az angolok egy a nápolyiakat támogató expedíció megszervezése mellett döntöttek, melyet Calabriába irányítottak azzal a céllal, hogy támogassák a franciaellenes felkelést és hogy megelőzzenek egy lehetséges inváziót Szicília ellen.

## A csata
Az angol hadsereg 5000 emberrel, John Stuart vezérőrnagy vezetésével Messinából július 27-én kihajózott és három nappal később partra szállt a Santa Eufemia-öbölben. Ebben az időben a francia erők Jean Reynier tábornok vezetése alatt csak 6000 emberrel  tudtak szembeszállni velük. A két hadviselő fél 1806. július 4-én találkozott a maidai síkon, az angolok egy alacsony gerincet foglaltak el. Ahogy a Reynier franciái előrenyomultak, az angolok gyilkos sortüzet bocsátottak ki közvetlen lőtávolságról. A franciák meginogtak, amikor az angolok szuronyra váltottak, az utolsó akció mindössze 15 percig tartott.
Stuart, ahelyett, hogy kísérletet tett volna Gaeta felmentésére, déli irányba vonult és kisebb csetepaték sorozata után visszatért Szicíliába. Ez utóbbi tettéért sokan kritizálták. Ennek ellenére a saját hazájától győzelméért lovagrend kitüntetést, évi 1000 font sterling járadékot; Ferdinánd királytól pedig a  Maida grófja címet kapta.

## Következmények
A csatában az angolok csak 45 halottat és 282 sebesültet vesztettek, míg a franciák vesztesége 500 halott, 1100 sebesült és 400 hadifogoly volt. Masséna 15 ezer emberrel július 18-án elfoglalta Gaetát, Stuart megakadályozta Szicília elleni támadást.
1806-ban, az austerlitzi csata után a Nápolyi Királyság a franciák kezébe került. Napóleon a bátyját, Joseph Bonaparte-t emelte a nápolyi trónra. Miután József 1808-ban megkapta a spanyol trónt, Napóleon húga, Karolina és férje, Joachim Murat került a nápolyi trónra.
IV. Ferdinánd eközben a Szicíliai Királyság uralkodója is volt, III. Ferdinánd szicíliai király néven. Miután 1814-ben a nemzetközi koalíció legyőzte Napóleon seregeit, az európai nagyhatalmak megerősítették Murat-t nápolyi királyként. A nagyhatalmak, főleg Nagy-Britannia azonban gyanakodva figyelték uralkodását, Murat helyzete egyre bizonytalanabbá vált. 1815-ben, amikor Napóleon száz napra ismét visszaszerezte a francia trónt, Murat a támogatásáról biztosította őt. A tolentinói csatában az osztrák seregek leverték Murat hadait, és visszahelyezték IV. Ferdinándot Nápoly trónjára. A waterlooi csata után Ferdinánd király elfogatta és kivégeztette Murat-t.

## A csatarend
| Brit expedíciós erők | II. francia hadsereg, Nápolyi hadsereg |
| --- | --- |
| John Stuart vezérőrnagy Elővéd John Kempt ezredes - 1 Könnyű gyalogsági zászlóalj (660) - 3 Korzikai lovasvadászok és szicíliai önkéntesek (300) Első dandár Lowry Cole ezredes - 1 egyesült gránátos zászlóalj (660) - első zászlóalj, 27. gyalogsági regiment (660) Második dandár Acland ezredes - 2. zászlóalj, 78. Fraser Highlanders „Rosshire Buffs” (660) - 1. zászlóalj, 81. gyalogos ezred (Loyal Lincoln Volunteers) (660) Harmadik dandár Oswald ezredes - 1. zászlóalj, 58. gyalogos ezred „Rutlandshire” (600) - 4 Watteville svájci ezred (300) Elválasztva 3. dandártól - 1 zászlóalj, 20. gyalogos ezred „East Devonshire” (600) Tüzérség - Királyi lovastüzérség: 3 ágyú (136) | Jean Reynier hadseregtábornok Első dandár Louis Fursy Henri Compère dandártábornok - 2 zászlóalj, 1 könnyű gyalogsági ezred (1500) - 1 zászlóalj, 42.gyalogezred Ligne (750) Második dandár Antoine Digonet brigád-tábornok - 2 zászlóalj, 23. könnyű zászlóalj (1500) Harmadik dandár Louis Gaspard Balthazar Pierre Léon Marie Peyri brigád-tábornok - 2 zászlóalj, 1. Lengyel Légió (1500) - 1 zászlóalj, 1. Svájci Regiment(750) Lovasság - 1 Lovashadosztály, 9. Chasseurs à Cheval ezred (128) Tüzérség - 1. lovastüzérség: 4 ágyú (112) |

## Fordítás
- Ez a szócikk részben vagy egészben  a   Battle of Maida című angol Wikipédia-szócikk fordításán alapul.  Az eredeti cikk szerkesztőit annak laptörténete sorolja fel. Ez a jelzés csupán a megfogalmazás eredetét és a szerzői jogokat jelzi, nem szolgál a cikkben szereplő információk forrásmegjelöléseként.